# TwitchCon
La TwitchCon est un évènement semi-annuel organisé par la plateforme de streaming de vidéo en direct Twitch. Elle existe depuis 2015 aux États-Unis et dure trois jours en fin d'année. En Europe elle existe depuis 2019 et dure deux jours au milieu de l'année. La TwitchCon permet aux streamers de rencontrer leurs publics à travers diverses activités, généralement liées aux jeux vidéos mais aussi des jeux, des concerts, ou encore des concours de cosplay. Elle est aussi l'occasion pour la plateforme d'annoncer de nouvelles fonctionnalités et pour les entreprises de se mettre en avant auprès des streamers — qui peuvent rechercher des partenariats — et des utilisateurs de Twitch.
Aux États-Unis, la TwitchCon se déroule principalement en Californie, où se situent les locaux de l'entreprise. En Europe, elle prend place principalement dans l'Europe de l'Ouest et l'Europe centrale, en raison de la répartition démographique des utilisateurs européens de Twitch. Chaque édition attire plusieurs milliers de visiteurs, nécessitant donc un palais des congrès important et une ville pouvant accueillir tous les visiteurs. En raison de la pandémie de Covid-19,  les TwitchCon de 2020 et 2021 ont été annulées.

## Historique

### Contexte
Twitch est une plateforme de streaming qui propose une grande quantité de contenus, souvent liés au jeu vidéo. Depuis sa création en 2011, le contenu sur Twitch s'est diversifié pour laisser de la place au divertissement, au sport ou à la politique. Selon Mary Kish, directrice marketing communauté chez Twitch, la catégorie la plus importante sans lien avec le jeu vidéo est le « Just Chatting »,. En 2014, elle est classée par la société d'analystes DeepField comme le 4e site web le plus important aux États-Unis en termes de trafic, et elle compte notamment 100 millions d'utilisateurs et 1,5 million de streamers. La même année, la plateforme est rachetée par Amazon pour 970 millions de dollars, soit 735 millions d'euros.

### 2015: premières éditions
Le 20 février 2015, Twitch annonce lors d'une diffusion en direct qu'elle organisera sa propre convention, la « TwitchCon », les 25 et 26 septembre de la même année au Moscone Center, à San Francisco,,. L'évènement sera l'occasion pour les fans de rencontrer et d'échanger avec leurs streamers préférés, en célébrant tous les différents aspects de Twitch. La TwitchCon est co-produite par Twitch et par ReedPOP, un important producteur d'évènements de culture pop,. Selon Emmett Shear, co-fondateur et directeur de Twitch, « la TwitchCon sera une opportunité pour l'ensemble de la communauté — diffuseurs, développeurs de jeux, spectateurs, et nous-mêmes — de jouer et d’apprendre ensemble »,. Elle est assez similaire au VidCon et au Gaming Community Expo, mais reste différente des autres conventions vidéoludiques comme l'Electronic Entertainment Expo ou le Tokyo Game Show parce que les évènements de la TwitchCon sont animés par les streamers. La TwitchCon est suivie d'une soirée au Bill Graham Civic Auditorium. Parmi les évènements et activités présents à la TwitchCon, on retrouve l'allée des artistes, des panels de discussion (en), des concours de cosplay et des concerts de musique.
Cette TwitchCon inaugurale accueille 20 000 participants, et est regardée par 1,9 million de spectateurs en ligne ; Twitch la considère comme un succès,,.

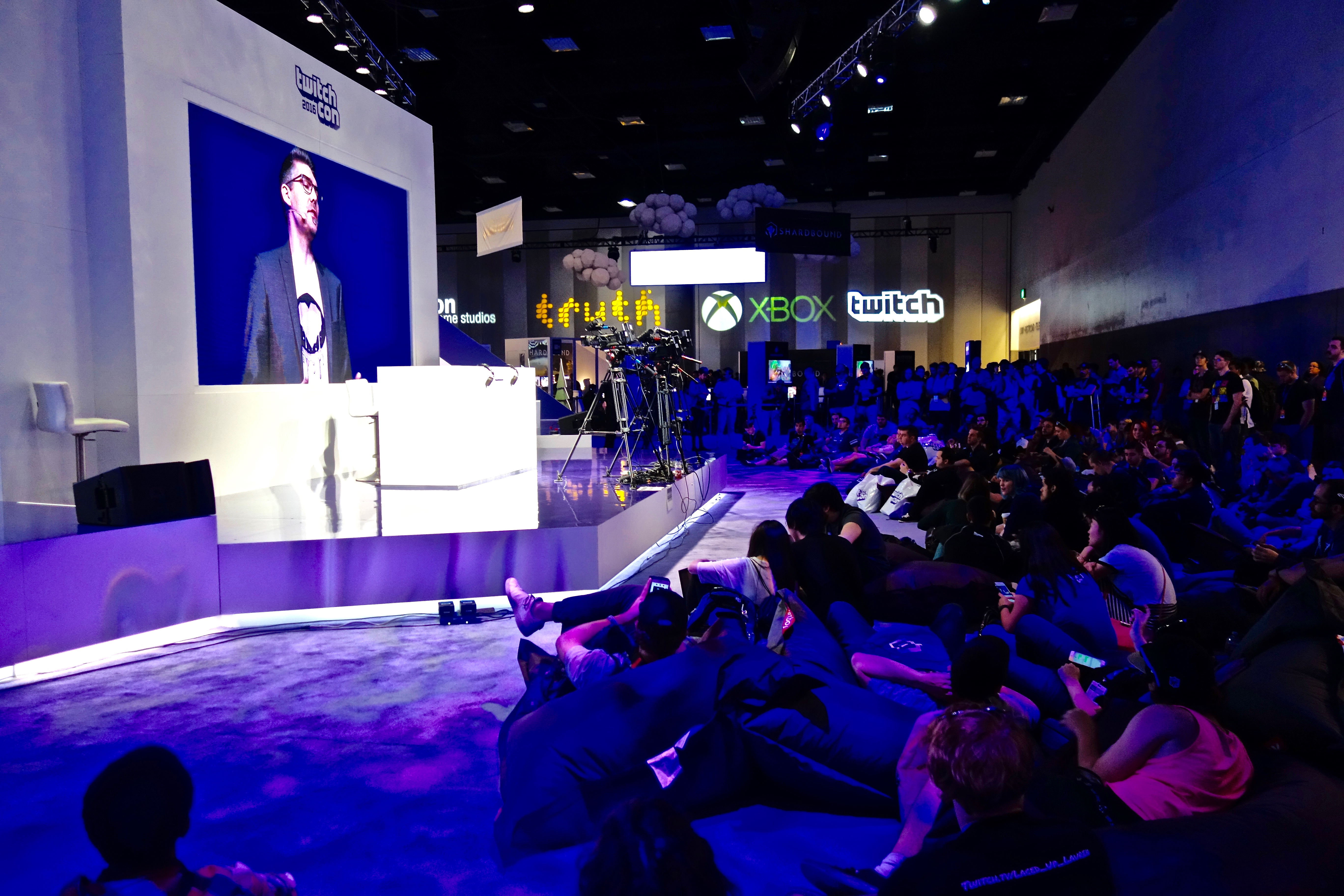
Une présentation d'Emmett Shear lors de la TwitchCon 2016.

L'entreprise réitère la TwitchCon l'année suivante, et décide d'en faire un évènement annuel. La première édition s'était déroulée à San Francisco, proche des locaux de la plateforme, mais les organisateurs voulaient essayer d'explorer d'autres villes. Tout en restant proche de San Francisco, pour faciliter le déplacement des employés, la TwitchCon 2016 s'est déroulée à San Diego. En plus de devenir annuelle, la TwitchCon s'étend sur trois jours et non plus deux, et devient l'occasion d'annoncer à la communauté les nouvelles fonctionnalités de Twitch.
En 2017, Krystal Herring devient la directrice de la TwitchCon et la plateforme déclare vouloir inclure plus d'évènements sans lien avec le jeu vidéo afin d'attirer une plus large audience. Pour cette édition, Long Beach est choisie pour accueillir la TwitchCon en raison de ses hôtels abordables, du nombre conséquent de ses restaurants et de son théâtre à proximité, ces différents lieux pouvant servir à réunir de nombreux membres de la communauté. Long Beach est également équipé d'un aéroport à proximité et Twitch met à disposition un système de réservation de chambres d'hôtel. Selon Herring, la TwitchCon a doublé de taille grâce aux efforts des fans, des streamers et des exposants,. Pour l'édition de 2018, la TwitchCon s'est tenue à San Jose qui, selon Herring, a prouvé pouvoir accueillir des évènements majeurs avec de nombreux endroits où manger et se reposer.

### 2019: expansion en Europe et Covid-19
En 2018, Twitch annonce une nouvelle édition de la TwitchCon qui se déroulera en Europe. Elle reste similaire à la TwitchCon américaine tout en s'adaptant aux différences de culture. Pour Kate Jhaveri, à la tête du service marketing de Twitch, la TwitchCon a été créée pour célébrer la communauté de la plateforme, et ils sont enthousiastes à l'idée d'exporter la TwitchCon en Europe,. Pour cette première édition européenne, la TwitchCon se déroule au CityCube Berlin pour plusieurs raisons. La capitale allemande présente de nombreux avantages en termes d'accueil et de transport et occupe une position centrale en Europe. De plus, l'Allemagne est l'un des territoires qui rassemble le plus de créateurs de contenus de la plateforme et les billets d'avion vers ce pays restent abordables.
Durant l'édition américaine de 2019, Twitch dévoile un nouveau logo plus épuré tout en rappelant que la plateforme ne se concentre pas uniquement sur les jeux vidéos. Celle-ci s'est déroulée à nouveau à San Diego car, comme l'a admis un porte-parole de Twitch, le palais des congrès de San Diego est assez grand pour l'évènement et la ville est plaisante et présente de nombreux endroits pour se divertir. Lors de l'édition 2019, Shear affirme vouloir faire grandir la TwitchCon qui, malgré une présence en Europe, reste derrière d'autres conventions comme l'Electronic Entertainment Expo ou le San Diego Comic-Con.
Les deux éditions de la TwitchCon 2020 sont annulées en raison de la pandémie de Covid-19. En mars, la TwitchCon prévue à Amsterdam en mai est annulée et les billets déjà achetés sont remboursés, tandis que les exposants et les sponsors de l'évènement se voient promettre des créneaux prioritaires à la TwitchCon de San Diego en fin d'année. Cependant, en raison des restrictions sur les regroupements de plusieurs personnes, Twitch annule également cette édition prévue en septembre, comme de nombreux autres évènements et conventions de la même année. Les chambres d'hôtel réservées grâce à Twitch ne sont pas créditées. Twitch annonce vouloir trouver une alternative à la TwitchCon. En novembre 2020, Twitch annonce la création de la GlitchCon, prévue pour le 14 du mois, qui sera un remplacement virtuel à la TwitchCon. Elle se déroule sur toute la journée et elle est diffusée sur quatre chaînes de stream. Elle est commentée par les streamers JD Witherspoon, le fils de l'acteur John Witherspoon, et Mari Takahashi (en), puis elle s'achève par une soirée organisée par T-Pain. Dans le domaine francophone, la GlitchCon se déroule successivement sur les chaînes de Mister MV, Shisheyu et Jeel. Pour Steven Flisler, « le but était de créer une expérience spéciale pour la communauté centrale de Twitch », il affirme aussi que la dynamique de la TwitchCon a complètement changé en ligne. Tout s'est déroulé en distanciel, à l'exception du Twitch Rivals (en), l'un des évènements principaux de la TwitchCon, dont l'arène était créée grâce à la réalité étendue.
L'édition de 2021 ayant été complètement annulée, la TwitchCon ne revient qu'en 2022 aux lieux prévus pour l'édition de 2020, c'est-à-dire Amsterdam et San Diego.

### 2023: Dan Clancy prend la tête de Twitch
En mars 2023, Dan Clancy (en) succède à Emmett Shear à la tête de Twitch. Sa présence lors la TwitchCon 2023 à Las Vegas a été appréciée par plusieurs streamers qui ont eu l'impression d'être écoutés. Pour Clancy, les réseaux sociaux ont conduit à une société déconnectée, mais il voit en Twitch un moyen de compenser cette perte de sociabilité. Il constate que la plupart des visiteurs de la TwitchCon sont des gens qui n'ont pas l'habitude de sortir et recherchent la sociabilité en ligne,. De même, Clancy considère comme importante la présence de Twitch en Europe. Le choix de Paris pour la TwitchCon Europe 2023 est lié au fait que l'audience de la plateforme a doublé en France en raison du confinement français,.
Les éditions de 2024 se déroulent à Rotterdam et à San Diego. Le choix de cette ville, malgré deux éditions précédentes, est justifié par les retours positifs des visiteurs et la popularité de la ville auprès de la communauté. Pour Mary Kish, San Diego est également très avancée en matière de technologie. De ce fait, La TwitchCon a prévu de rester dans la ville jusqu'en 2028,. De même, comme l'affirme Clancy, Rotterdam a l'avantage d'occuper une position centrale pour la communauté européenne de Twitch donc la TwitchCon y restera en 2025 et en 2026.
En avril 2024, à l'occasion d'un stream à Tokyo, Clancy a discuté de la possibilité d'une édition de la TwitchCon en Asie. Malgré sa volonté de le faire, Clancy considère qu'il ne sera probablement pas possible d'implémenter la TwitchCon sur ce continent. Tout d'abord, Twitch a fermé en Corée du Sud, dispersant la communauté Twitch sur les plateformes de streaming qui l'ont remplacé. De plus, le nombre de visiteurs est considéré comme très faible : Clancy considère que les viewers de Taiwan ou de Melbourne n'iront pas jusqu'à Tokyo, et inversement. Enfin, il pointe du doigt la barrière de la langue puisque beaucoup de personnes ne parlent pas anglais.

### Tableau récapitulatif

#### États-Unis
| no        | Année | Lieu                                      | Dates                     | Nombre de participants                      |
| --------- | ----- | ----------------------------------------- | ------------------------- | ------------------------------------------- |
| 1         | 2015  | Moscone Center, San Francisco             | 25 et 26 septembre        | 20 000 1,9 million en ligne                 |
| 2         | 2016  | San Diego Convention Center, San Diego    | 30 septembre au 2 octobre | 35 000 2,2 millions en ligne                |
| 3         | 2017  | Long Beach Arena, Long Beach              | 20 au 22 octobre          | 50 000                                      |
| 4         | 2018  | San Jose Convention Center (en), San Jose | 26 au 28 octobre          | 10 000                                      |
| 5         | 2019  | San Diego Convention Center, San Diego    | 27 au 29 septembre        | 28 000                                      |
| 6         | 2020  | San Diego Convention Center, San Diego    | 25 au 27 septembre        | Annulé en raison de la pandémie de Covid-19 |
| Glitchcon | 2020  | En ligne                                  | 14 novembre               | 6,7 à 10 millions en ligne                  |
| 7         | 2022  | San Diego Convention Center, San Diego    | 7 au 9 octobre            | 30 000 3 millions en ligne                  |
| 8         | 2023  | Las Vegas Convention Center, Las Vegas    | 20 au 22 octobre          | 26 000                                      |
| 9         | 2024  | San Diego Convention Center, San Diego    | 20 au 22 septembre        | 22 800                                      |
| 10        | 2025  | San Diego Convention Center, San Diego    | 17 au 19 octobre          |                                             |

#### Europe
| no | Année | Lieu                                           | Dates              | Nombre de participants                      |
| -- | ----- | ---------------------------------------------- | ------------------ | ------------------------------------------- |
| 1  | 2019  | CityCube Berlin, Berlin (Allemagne)            | 13 et 14 avril     | 9 500                                       |
| 2  | 2020  | RAI Amsterdam, Amsterdam (Pays-Bas)            | 2 et 3 mai         | Annulé en raison de la pandémie de Covid-19 |
| 3  | 2022  | RAI Amsterdam, Amsterdam (Pays-Bas)            | 16 et 17 juillet   | 14 500                                      |
| 4  | 2023  | Paris Expo Porte de Versailles, Paris (France) | 8 et 9 juillet     | 10 000                                      |
| 5  | 2024  | Rotterdam Ahoy, Rotterdam (Pays-Bas)           | 29 et 30 juin      | 10 500 2,9 millions en ligne                |
| 6  | 2025  | Rotterdam Ahoy, Rotterdam (Pays-Bas)           | 31 mai et 1er juin |                                             |

## Spécificités

### Diversité et inclusion

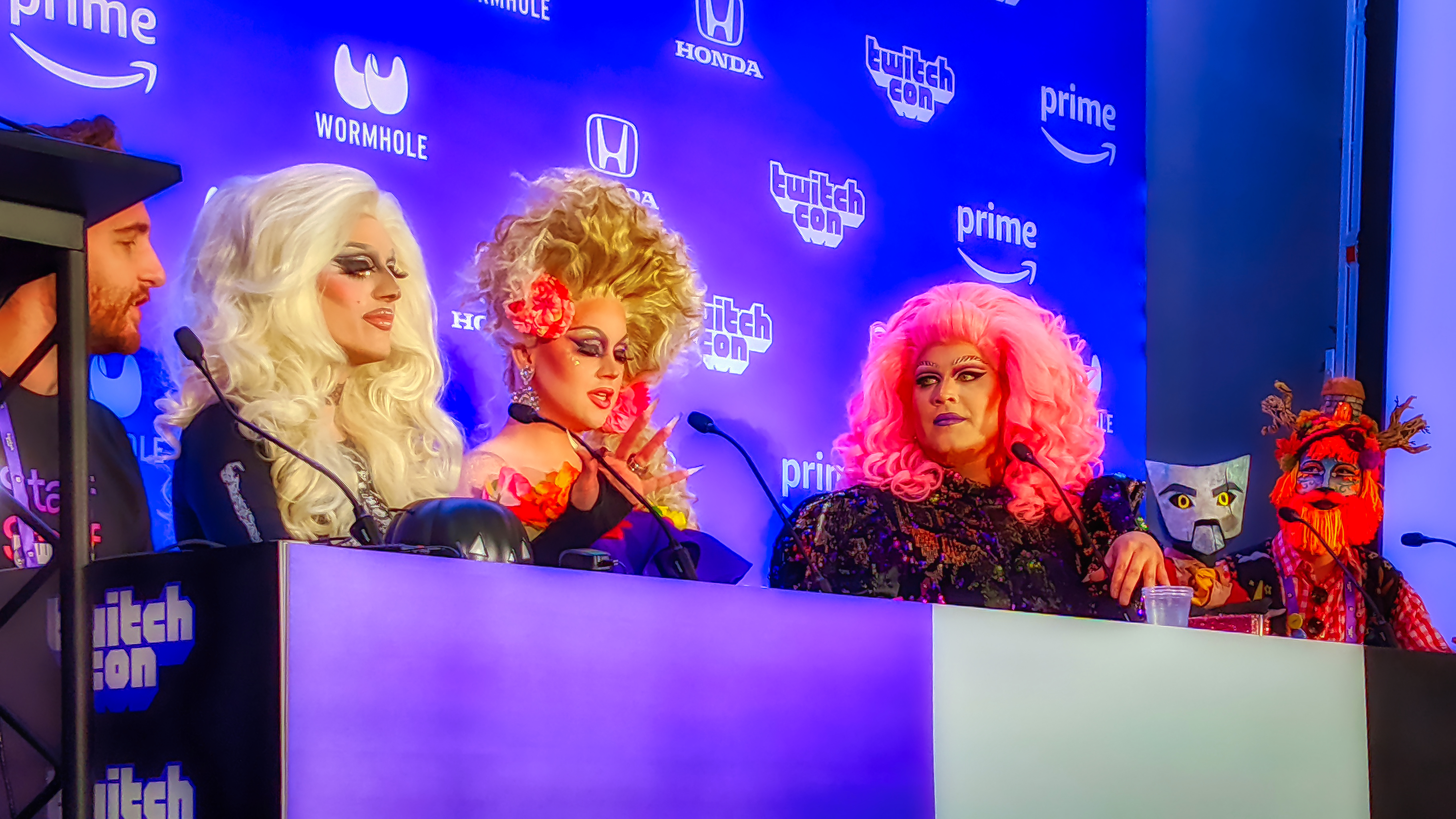
Panel de discussion autour de la culture drag à San Diego en 2019.

La diversité et l'inclusion dans le jeu vidéo est un enjeu pour Twitch et la TwitchCon.
Au cours de leurs activités en ligne, de nombreux vidéastes et joueurs sont confrontés au sexisme, à l’homophobie, à la transphobie, au racisme, au validisme, ou d'autres discriminations, voire à des comportements obscènes et illégaux de la part de spectateurs ou d'autres joueurs, débouchant parfois sur des campagnes de harcèlement.
Face à ces problématiques, la TwitchCon de 2023 à Paris donne la parole aux communautés les plus exposées (streameurs noirs, LGBTQIA+, joueuses, performeurs drag, etc.), mettant ainsi en lumière la diversité des joueurs et joueuses ; plusieurs conférences portant sur l'inclusivité — le thème majeur de cette édition — et sur le cyberharcèlement sont organisées.
La même année, à Las Vegas, de nombreuses conférences tournent autour de ces discriminations, comme « L'expérience des Asio-Américains sur Twitch » ou « La représentation [des autochtones d'Amérique] dans le streaming » pour partager les expériences des personnes ciblées. L'année 2024 se concentre également sur la diversité des joueurs. Ces avancées en DEI coïncident avec l'arrivée de Dan Clancy (en) à la tête de Twitch en mars 2023. Plusieurs streamers le considèrent comme l'initiateur de ces changements. L'année de son arrivée, Twitch annonce la création des Twitch Unity Guilds, un programme de soutien des communautés minoritaires comme les Afro-Américains, les LGBT ou les Latino-Américains. En 2024, Clancy annonce l'expansion de la Black Guild jusqu'en Europe.

#### Genre et sexualité
Lors de la première édition en 2015, la majorité des visiteurs sont des hommes alors qu'une étude publiée en 2025 par Statista révèle que 44 % des joueurs aux États-Unis en 2015 étaient des femmes. Pour la streameuse américaine Donyell Anthony, l'industrie vidéoludique était dominée par les hommes mais commence à se diversifier et de plus en plus de femmes commencent à streamer sur Twitch. En 2017, l'édition de Long Beach présente le « panel (en) le plus gay de la TwitchCon » qui regroupe cinq streamers LGBT partageant leurs expériences sur la plateforme. Le Drag Showcase, un évènement annuel depuis 2022, est également considéré comme un bon moyen de comprendre l'étendue de la communauté LGBT de Twitch. L'édition de 2023 à Paris s'ouvre sur une conférence abordant la thématique du cyberharcèlement tandis qu'une étude de l'Ifop parue en avril de la même année révèle que 40 % des joueuses en ligne avouent avoir été victimes de menaces ou de comportements sexistes ou sexuels et que 37 % ont reçu des menaces d'agression sexuelle.

#### Ethnies
Depuis 2023, Twitch s'efforce de mettre en lumière les créateurs noirs de la plateforme. La streameuse Knimbley se rappelle qu'à sa première TwitchCon en 2022, il y avait peu de personnes noires. De même, UGRDanny, un streamer noir gay, confie avoir d'abord été harcelé pour sa couleur de peau et qu'il y avait peu d'Afro-Américains homosexuels quand il a commencé le streaming. Parmi les autres ethnies présentes à la TwitchCon, on peut noter la présence de 18 streamers taïwanais dès 2016. Les Arabes américains sont également parfois mis en avant à la TwitchCon, notamment en 2023 lors de la discussion « Naviguer sur Twitch en tant que streamer Arabe-américain », où les streamers invités parlent de la discrimination qu'ils subissent notamment en raison des attentats du 11 septembre 2001 et du conflit entre Israël et le Hamas. Lors de la TwitchCon Europe 2025, la plateforme annonce la prise en charge de l'arabe pour s'ouvrir au Moyen-Orient et à l'Afrique du Nord.

### Aspects marketings
Cette section ne s'appuie pas, ou pas assez, sur des sources secondaires ou tertiaires indépendantes du sujet. Le texte peut contenir des analyses inexactes ou inédites de sources primaires.
Pour l'améliorer, ajoutez-en, ou placez des modèles {{Source secondaire souhaitée}} ou {{Source secondaire nécessaire}} sur les passages mal sourcés. (juillet 2025)

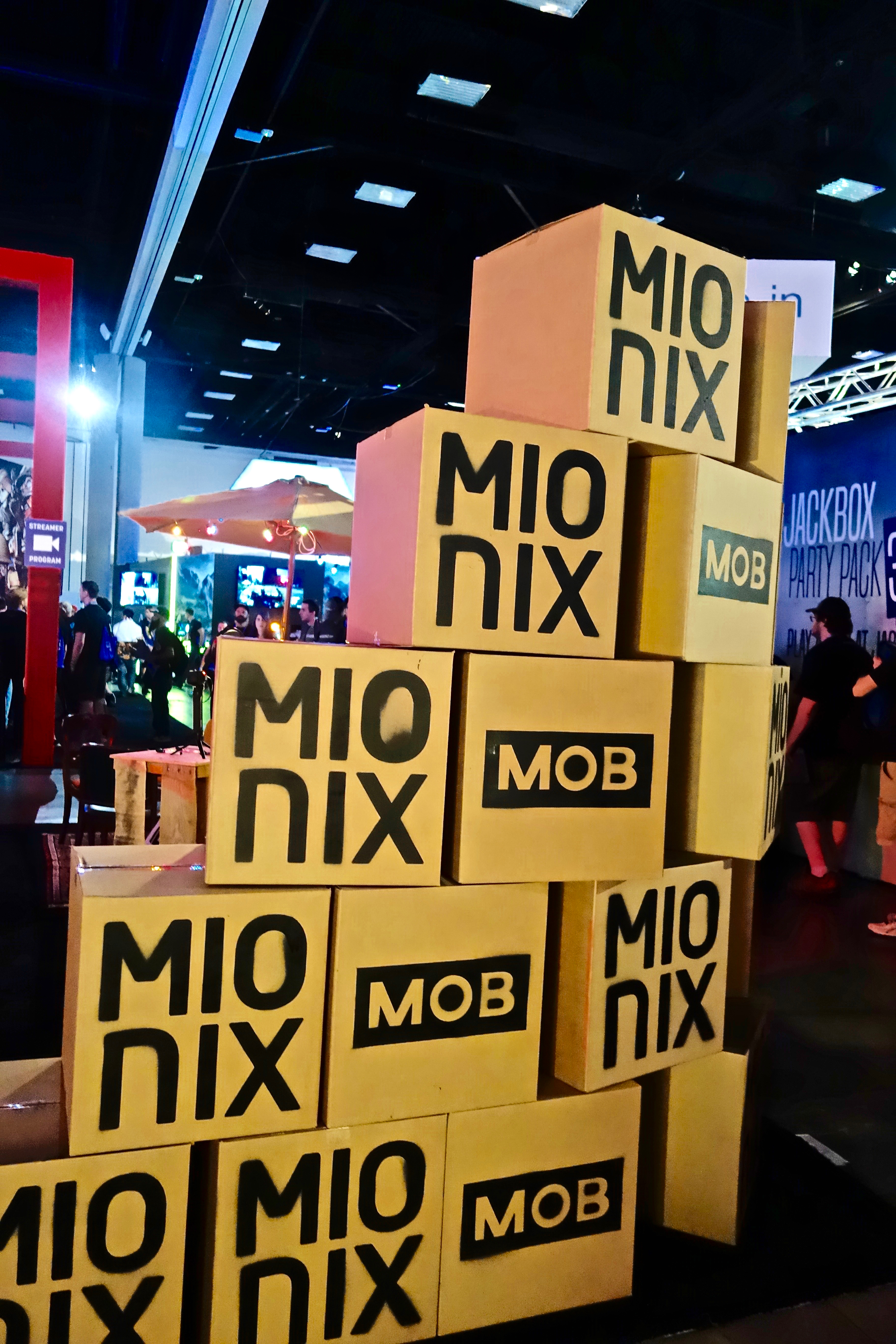
Des cartons de l'entreprise Mionix à la TwitchCon 2016.

La TwitchCon est l'occasion pour les marques de se mettre en avant, mais permet également aux villes hôtes de connaitre une période de croissance. Par exemple, les 30 000 personnes qui ont participé à la TwitchCon de San Diego en 2022 ont dépensé environ 43,6 millions de dollars. Ce genre d'évènement est également le moment pour les marques de rencontrer des clients et d'échanger avec ses pairs. À la TwitchCon Europe de 2023, selon les données de Twitch, un tiers des participants a visité le stand de Samsung qui permettait de tester leur Galaxy S23 Ultra, 25 % des gens ont été maquillés au stand de NYX Professional Makeup.
Durant la même édition, Crocs est devenue la première marque à faire partie de l'allée de artistes, où les fans pouvaient retrouver les streamers créatifs et artistiques. L'entreprise y proposait des activités permettant de trouver sa paire de chaussures parfaite. Toujours selon les données de Twitch, cette édition de TwitchCon Europe a permis une hausse de 9 % de la notoriété et de 10 % de la popularité des marques. Les marques sont également aidées par Twitch qui leur fournit des stands appropriés et uniques, comme celui de MAC Cosmetics en 2019, long de 6 m et large de 9 m, la première marque de produits de beauté à avoir son stand à la TwitchCon. La même année, elle permettait aussi de rencontrer des streameuses comme Pokimane. En 2022, Diana Valdez, responsable de l'engagement de la communauté chez NYX, affirmait que la TwitchCon permettait d'en savoir plus sur les habitudes des consommateurs tout en s'amusant,.
Un sondage de Twitch effectué en 2023 à Paris a montré que plus de 80 % des visiteurs avaient aimé voir les entreprises et les sponsors supporter la communauté de Twitch, et que 78 % ont passé du temps à parler avec eux dans le hall des exposants. La TwitchCon a été sponsorisée par de nombreuses entreprises liées ou non au monde numérique comme McDonald's, Samsung, NYX, Gillette, Red Bull, Firefox, des entretiens avec des employés de la NASA, State Farm, ou encore Wendy's. Plusieurs associations caritatives profitent d'être présentes comme Movember, American Heart Association ou Make-A-Wish, tandis que la GlitchCon, qui avait remplacé la TwitchCon lors de la pandémie de Covid-19, avait soulevé un million de dollars pour AbleGamers (en).

#### Entreprises technologiques
De nombreuses entreprises du domaine technologique sont généralement présentes à la TwitchCon. C'est le cas pour de nombreux constructeurs d'ordinateurs portables et de périphériques informatiques. En 2022, Intel avait organisé une soirée peu avant la TwitchCon. De même, à Rotterdam en 2025, Nubia Technology est devenu partenaire de Twitch Rivals, l'un des principaux évènements de la TwitchCon. Li Wei, vice-président de ZTE, a déclaré que la TwitchCon était l'occasion de montrer comment leur smartphone pouvait améliorer l'expérience de jeu.
Parfois, les marques cherchent également à prendre contact avec les streamers, comme Lauren « Twoosie » Goossens qui a été approchée avant l'édition 2025 par Logitech, partenaire des TwitchCon Europe depuis 2023, ou encore Benjamin « Flonflon Musique » Valbon qui recherchait des partenaires commerciaux lors de l'édition de 2025, dans l'espoir d'obtenir du matériel gratuit en échange de visibilité. Les collaborations commerciales représentent une part importante du revenu d'un streamer,.

## Critiques et controverses
Depuis sa première édition en 2015, la TwitchCon fait face à de nombreuses critiques et plusieurs controverses. Peu de temps avant l'édition 2022, Twitch annonce réduire la part de revenus alloués aux streamers de 70 % à 50 % pour ceux ayant généré plus de 100 000 $. De nombreux créateurs de contenus critiquent cette décision, justifiée par la plateforme en raison des coûts de fonctionnements élevés, tandis que cette même édition présente Megan Thee Stallion et Kim Petras en têtes d'affiche. Twitch est accusé de gaslighting. Lors de la même édition, Twitch est accusé de mégenrer Aimsey et CupToast, qui utilisent n'importe quel pronom mais Twitch a utilisé « elle » pour les désigner.

### Débordements et dispositifs de sécurité
En marge de la TwitchCon de 2019, le streamer Coconut Senpai rapporte sur X avoir été agressé par un « sans-abri » à San Diego : alors qu'il réalisait un vlog dans les rues de la ville, un inconnu s'est précipité vers lui en l'invectivant puis l'a bousculé, laissant tomber un couteau au sol. À la suite de cet incident, Coconut Senpai déclare être « pratiquement certain [d'avoir] presque été poignardé » et incite les visiteurs du salon à la prudence.
Toujours en 2019, après être revenue de son déplacement à San Diego, la streameuse Pokimane explique que Twitch, bien conscient des risques de harcèlement encourus par certains streamers populaires, a pris le problème au sérieux en affectant des « gardes du corps » à ceux qui avaient reçu des messages inquiétants et des menaces. En 2022, la streameuse BrookeAB décide de ne pas se rendre à la TwitchCon car, malgré la sécurité de l'évènement, elle ne sent pas en sûreté avec ses stalkers et les menaces de mort qu'elle reçoit régulièrement. La même année, la streameuse Sweet Anita (en) demande sur Twitter où elle peut engager des agents de sécurité personnels en raison d'un « sans-abri fou » qui souhaite la retrouver à lors du salon. Elle reçoit le soutien de sa communauté qui lui conseille de ne pas se déplacer seule, et de la streameuse Amouranth, qui indique que la plateforme peut fournir des gardes du corps dans ce genre de cas. Cette dernière bénéficie d'ailleurs d'un garde du corps la même année.
L'attitude de certains participants à la TwitchCon est critiquée par une agente de sécurité, notamment l'abus verbal ou l'absence de savoir-vivre. Ce genre de comportement se retrouve également sur les réseaux sociaux. Elle précise qu'elle s'était plainte de problèmes similaires trois ans auparavant.
En 2023, le streamer Adin Ross (en), accompagné de trois streamers bannis de Twitch, sont expulsés du Las Vegas Convention Center lors du deuxième jour, quelques minutes après leur arrivée, alors qu'ils portent des t-shirts de Kick, principal concurrent de Twitch. Ross s'insurge alors sur X et reçoit des soutiens comme des critiques sur les réseaux. La sécurité de l'évènement répond qu'Adin Ross et ses amis ont violé le code de conduite de Twitch, mais ne donne pas plus de détail. Durant l'un de ses lives, Dan Clancy explique que Ross a été expulsé de la convention parce qu'il avait acheté ses billets frauduleusement, mais que ça n'a aucun lien avec les t-shirts et que plusieurs visiteurs portaient aussi les mêmes habits. Ces streamers, étant bannis de manière permanente de la plateforme, n'ont pu obtenir les billets d'entrée qu'en utilisant de faux comptes, ce qui va à l'encontre des conditions d'achat. Ross dément l'affirmation de Clancy à propos des t-shirt et demande pourquoi certains de ses amis étaient bannis alors qu'au moment des faits, ils étaient des partenaires de Twitch.

### Gestion de la pandémie de Covid-19
Après une annulation des éditions de 2020 et 2021 en raison de la pandémie de Covid-19, la TwitchCon revient en 2022 à San Diego. Cependant, l'annonce d'absence de gestes barrières est critiquée par les internautes et les streamers. En effet, Twitch, voulant suivre à la lettre les recommandations locales,, a annoncé qu'il n'était pas nécessaire d'être vacciné, d'avoir un test négatif ou même de porter un masque, tandis que la Californie enregistre 50 000 nouveaux cas par jour. La TwitchCon justifie son attitude par le fait que la ville de San Diego n'impose pas de règles donc ils feront de même. Il est souligné que George R.R. Martin a été testé positif après le San Diego Comic-Con comme plusieurs participants à la Game Developers Conference en mars 2022 et que la streameuse Dawn « Deestar » Wood est morte de la maladie après la PAX East. Plusieurs employés de Twitch mettent en évidence un sondage de l'entreprise où la mention « Exigence de masque pour la TwitchCon » a reçu plus de 3 200 votes positifs. En réponse à la décision de la plateforme, de nombreuses personnalités décident d'annuler leur participation. C'est le cas de Devin Nash qui a demandé à Twitch de « faire le minimum pour garder les gens en bonne santé »,, de Pamela L. Gay qui a affirmé ne pas vouloir mourir pour eux, ou encore de Stephen Spohn qui a conseillé aux gens de manquer la TwitchCon jusqu'à ce que l'entreprise prenne au sérieux la santé et la sécurité de ses employés. Face à la pression, Twitch change ses règles sanitaires, demandant une preuve de vaccination ou un test négatif. Les masques sont également obligatoires en intérieur.

### Sécurité de la TwitchCon 2022 de San Diego

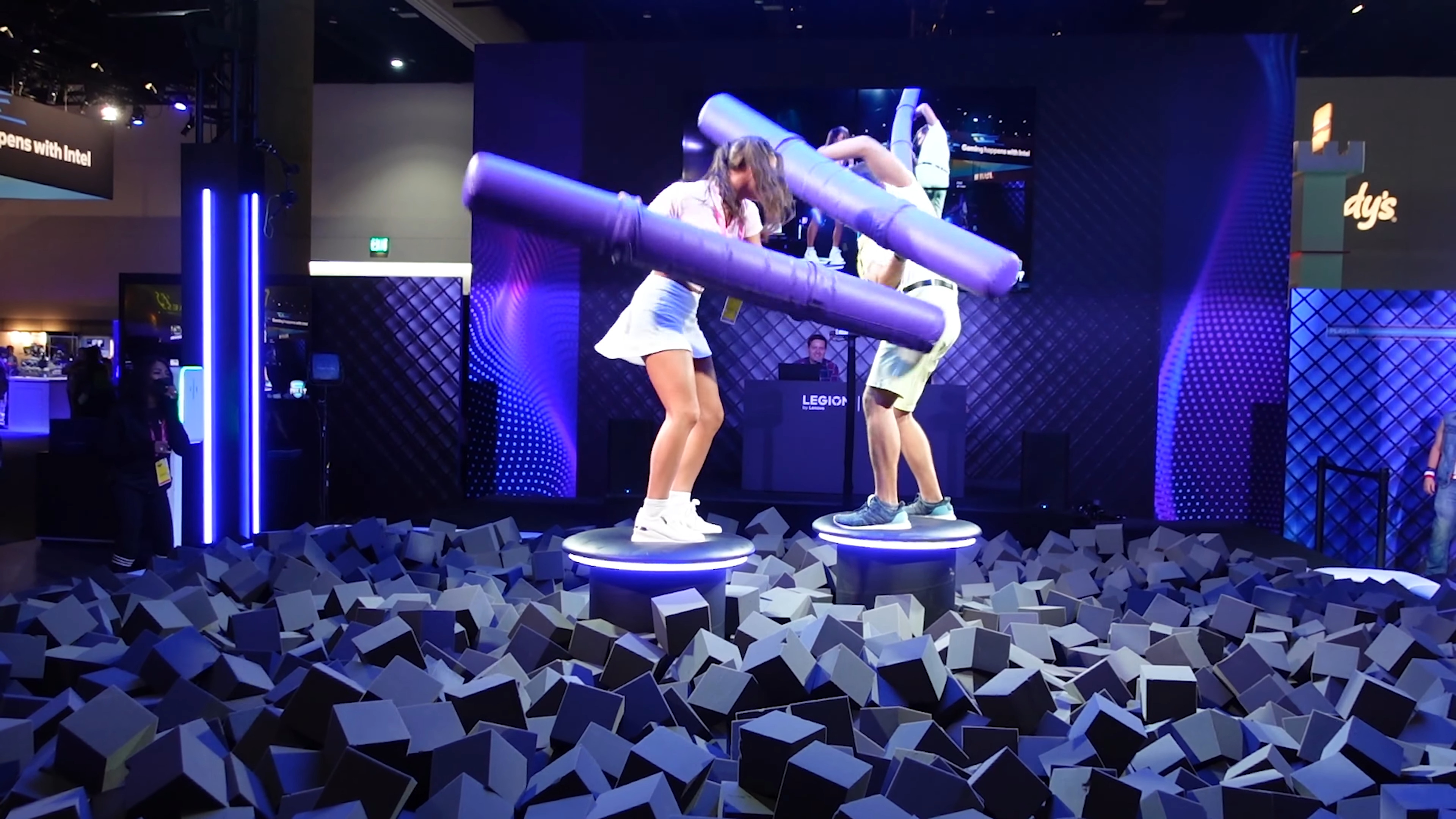
La piscine où ont été blessées plusieurs personnes.

Lors de l'édition 2022 à San Diego, de nombreux problèmes de sécurité sont soulevés par les streamers et les visiteurs. Tout d'abord, les salles de réunion sont trop petites pour le nombre de personnes, ce qui pose des problèmes pour les personnes avec un handicap. La streameuse Zummers se casse la cheville lors d'une activité de jonglerie avec les pieds.
L'incident qui fait le plus de bruit est celui autour d'une piscine remplie de cubes en mousse qui n'est pas assez profonde. Le stand, tenu conjointement par Lenovo et Intel pour la promotion de la gamme Lenovo Legion (en), consiste en un combat au-dessus de la piscine. Cependant, les blocs de mousse n'étaient pas répartis équitablement dans la piscine, sous un tapis recouvrant le sol en béton. Plusieurs participants confirment que les employés de Lenovo ont averti de ne pas sauter dans la piscine et leur ont fait signer une décharge. Malgré cela, plusieurs personnes se blessent en se jetant dans la piscine : LochVaness se déboîte le genou et se foule la cheville et annonce qu'elle ne fera plus jamais confiance à Twitch,. De son côté, l'ancienne actrice pornographique Adriana Chechik s'est cassé le dos et a subi une intervention chirurgicale le lendemain. La NBC rapporte que la profondeur de la piscine n'était que de 30 cm contre les 1,2 à 2,4 m recommandés par la fédération américaine de gymnastique. Le dimanche midi, Lenovo annonce avoir fermé le stand, et le même jour, le hashtag #boycottTwitch est lancé sur les réseaux sociaux.

### Faible affluence à Paris en 2023
L'édition européenne de la TwichCon en 2023, à Paris, connaît une affluence relativement faible, avec 10 000 visiteurs. Divers médias avancent comme hypothèses à cela, d'une part, le prix élevé du billet (75 € pour la journée ou 125 € pour les deux jours, en comparaison au tarif de 20 € pour une journée à la Paris Games Week), et, d'autre part, le contexte tendu des émeutes consécutives à la mort de Nahel Merzouk, survenue quelques jours auparavant,.

### Choix de Las Vegas en 2023
Le choix de Las Vegas pour l'édition de 2023 déplait. Le Las Vegas Strip, où se situe le Las Vegas Convention Center est critiqué pour ses coûts élevés et son absence de lieux pour se reposer. De plus, en considérant que 70 % des utilisateurs de Twitch ont entre 18 et 34 ans, la zone comporte trop de lieux axés sur l'alcool ou les jeux d'argent, et pas assez de tiers-lieu. En raison du festival de musique When We Were Young, qui se tient en même temps, et des préparatifs pour le Grand Prix de Formule 1, il est difficile de se déplacer surtout pour les personnes avec un handicap comme le streamer aveugle Steve Saylor (en). Ces critiques à propos du lieu sont récurrentes, mais n'ont pas posé de problème auparavant car le centre d'exposition est principalement utilisé pour les conférences d'affaires.